# Lluís Masó Subiràs
Lluís Masó Subiràs   (Santa Pau, 18 de juny de 1905 - Mauthausen-Gusen, 6 de desembre de 1941) fou un català víctima del nazisme. Fou un dels tres santapauencs enviats als camps nazis, juntament amb Jaume Pujolàs i Colobrans i Miquel Clavaguera Serra.

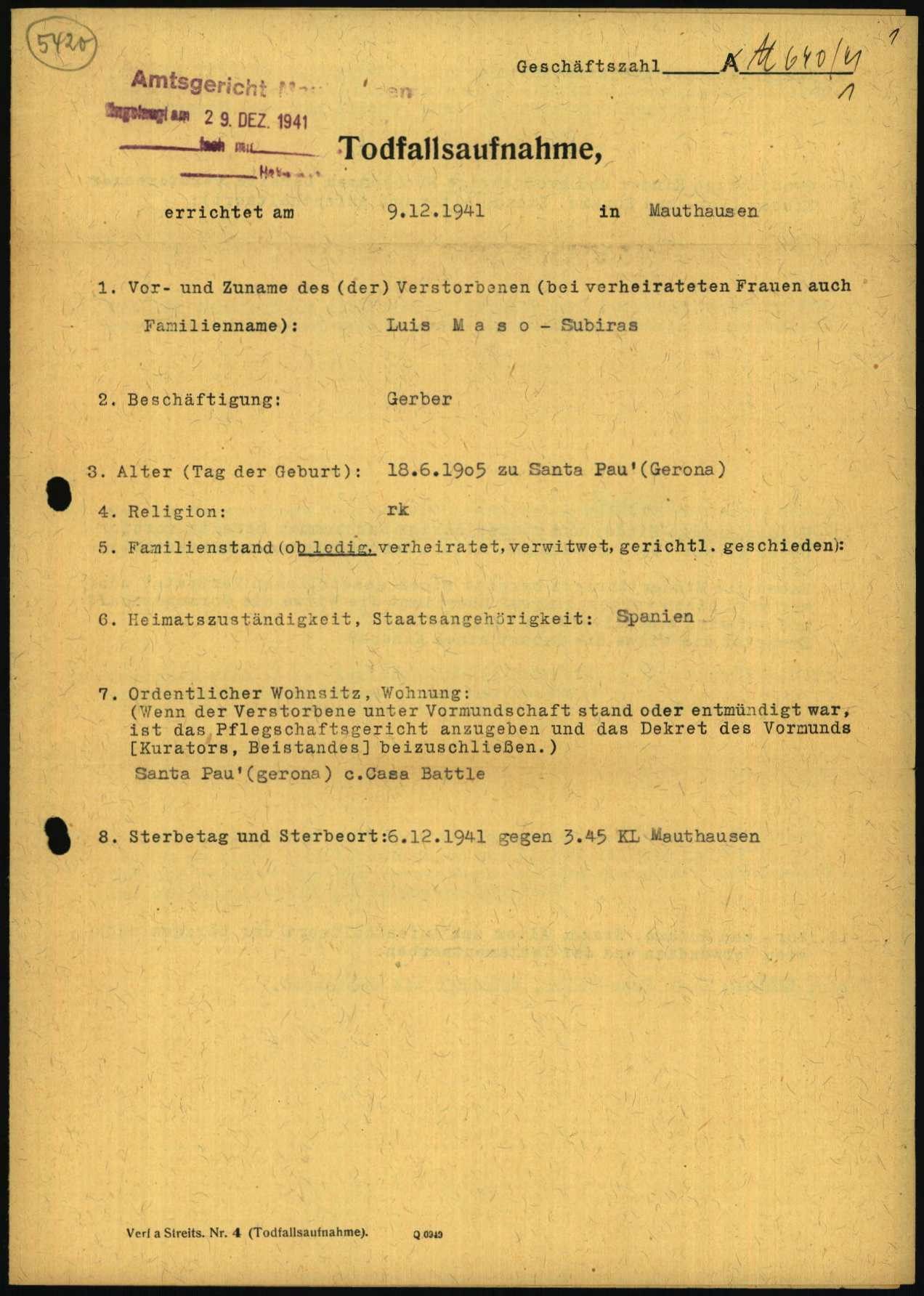
Fitxa del camp de concentració nazi de Lluís Masó i Subiràs. A la part inferior s'hi pot observar la data de la mort

Nascut al Mas Can Batlle de La Cot el 18 de juny del 1905, treballava com a pagès i tenia un germà anomenat Francesc, deu anys més gran que ell, que morí el 1944 en un camp de treball a Coll de Nargó, on anà per comptes de passar trenta anys a presó. Per la seva banda, Lluís s'exilià el 1939 a França i allà fou detingut i empresonat per les forces d'ocupació nazis i posteriorment enviat al camp de concentració nazi de Mauthausen el 6 d'agost del 1940 amb el número 14373. El 20 d'octubre del 1941, fou internat al camp d'extermini de Gusen, on visqué poc més d'un mes. Finalment, hi morí el 6 de desembre del 1941.